# سفارة فرنسا في سنغافورة
سفارة فرنسا في سنغافورة هي أرفع تمثيل دبلوماسي لدولة فرنسا لدى سنغافورة. تقع السفارة في سنغافورة وهي تهدف لتعزيز المصالح الفرنسية في سنغافورة.

## وصلات خارجية
- الموقع الرسمي
- قائمة سفارات فرنسا
- قائمة السفارات في سنغافورة